# 위파사나 명상센터
위파사나 명상센터  Vipassana Meditation Centre (중국어 : 净 名 佛學 社)는 싱가포르의 불교 수도원으로 1993년 싱가포르에서 위빠사나 명상을 전파하고 영속시키는 데 설립되었으며, 전세계에 약 200 여개의 명상센터가 위치 하고 있다

## 개요
위파사나 명상센터 그룹은 비 종파적이며 종교적인 것과 관련이 없다. Sipagana U Ba Khi의 전통에서 SN Goenka가 가르치는 10 일 주거 명상 코스를 제공하는 위피 사나 명상센터 싱가폴을 처음으로 시작되었으며
"Vipassana International Center (Singapore)". 한국에서도 위파 사나 명상센터가 한곳이 있다.
Vipassana Meditation Centre는 1993년에 불교도와 비 불교도 모두에게 자신들의 법을 시행하는 기회와 장소를 제공하는 목적으로 비영리 단체로 설립되었다.
위빳사나는 '있는 그대로 본다'는 의미를 가진 말로, 인도에서 가장 오래된 명상법 가운데 하나이다. 이것은 2,500여 년 전, 보편적인 괴로움에 대한 보편적인 해결 방법으로서, 즉 삶의 예술(Art of Living)로서 가르쳐졌다.
위빳사나 명상은 마음의 참 평화를 얻게 하고, 행복하고 유익한 삶을 살도록 도와주는 쉽고 실용적인 방법을 제시한다.

## 방법
위파 사나 라는 명상 방법은 , 자기 관찰을 통해 마음을 깨끗이 하는 아주 논리적인 과정이다. 위빳사나는 마음 속에서 평화를 경험하도록 하며, 이렇게. 마음을 깨끗이 하고, 괴로움과 괴로움의 원인들로부터 마음을 해방시켜 주는 것이다.
이 명상은 우리 마음에 있는 모든 번뇌로부터 벗어나도록 차근차근 이끌어 주는 방법이다.

## 같이 보기
- 명상
- 위파사나